# 12329 Ліберман
12329 Ліберман (12329 Liebermann) — астероїд головного поясу, відкритий 23 вересня 1992 року.
Тіссеранів параметр щодо Юпітера — 3,510.